# Der Favorit der Königin
Der Favorit der Königin ist ein deutscher Historien- und Monumentalausstattungs-Stummfilm aus dem Jahre 1922 von Franz Seitz mit Erich Kaiser-Titz und Hanna Ralph in den Titelrollen. Die Geschichte basiert auf Motiven des Romans “Das zweite Leben” von Georg Hirschfeld.

## Handlung
Der Film spielt im England des ausgehenden 16. Jahrhunderts, dem elisabethanischen Zeitalter. London wird gerade von einer schweren Seuche heimgesucht, die mehr und mehr Todesopfer kostet, weil die simpelsten Hygienevorschriften nicht eingehalten werden. Um der Ursache auf den Grund zu kommen, müssten die an der Seuche Verstorbenen unbedingt untersucht werden, doch den Medizinern wird das Sezieren von staatlicher Seite unter Androhung der Todesstrafe verboten. Dr. Pembroke, der sich der unsinnigen Verordnung widersetzt, wird dabei erwischt und verhaftet. Der mächtige Lord Surrey, seines Zeichens Liebhaber der Königin, der aber auch ein Auge auf Dr. Pembrokes schöne Tochter und Hofdame Evelyne geworfen hat, lässt daraufhin den Arzt exekutieren. 
Um auch dessen Assistenten Arthur Leyde loszuwerden, sorgt Surrey dafür, dass dieser zu einer mehrjährigen Haft verurteilt wird. Damit ist der Favorit der Königin seinen ärgsten Konkurrenten um Evelyne Gunst los, denn sie liebt Arthur von ganzem Herzen. Doch die eifersüchtige Elisabeth hat von Surreys Annäherungsversuchen in Richtung Evelyne Wind bekommen und macht Surreys Pläne zunichte, indem sie anordnet, dass Evelyne den Herzog von Warwick heiraten möge und begnadigt überdies Arthur Leyde. Daraufhin organisiert Lord Surrey die Entführung von Evelyne. Starr vor Schreck, ist die junge Hofdame nicht mehr ansprechbar. Leyde, der diese Todesstarre als Exitus fehldeutet, will daraufhin die Tochter seines einstigen Herrn und Meisters sezieren. Doch da macht er eine alles revolutionierende Entdeckung, die allen Freigeistern sehr zupass kommt …

## Produktionsnotizen
Der Favorit der Königin entstand Mitte 1922 in den Emelka-Studios von München-Geiselgasteig. Der Film passierte am 19. Oktober desselben Jahres die Filmzensur und wurde noch im selben Monat in Münchens Kammerlichtspielen uraufgeführt. Die Länge des mit Jugendverbot belegten Siebenakters betrug 2614 Meter. 
Die Filmbauten entwarf Willy Reiber, für die umfangreichen zeitgenössischen Kostüme zeichnete Prof. Ludwig Kirschner verantwortlich.

## Wissenswertes
Peter Paul Felners Kostüm- und Monumentalfilm Der Graf von Essex entstand etwa zeitgleich und spielte auch am selben Ort und zur selben Zeit (um 1600).

## Kritiken
In Sport im Bild war folgendes zu lesen: „„Der Favorit der Königin“ behandelt das Essex-Motiv, allerdings in ganz anderer Modulation und in größerem Ausmaß. Neben Hanna Ralph (Königin Elisabeth), Erich Kaiser-Titz (Lord Surrey) … fällt vor allen Dingen eine junge Ungarin, Maria Mindszenty (als Evelyne) auf, die nicht nur durch ihren natürlichen Liebreiz, sondern auch durch ihres schauspielerisches Können starke Beachtung finden wird.“
Die Ybbser Zeitung schrieb: „… historisches Filmspiel aus der Zeit der Königin Elisabeth von England, welches sich durch ganz hervorragende Aufnahmen und durch erstklassige Darstellung auszeichnet“.